# デンジムシ
もしかして
- デンヂムシ

ではありませんか？